# Mòng két bạc

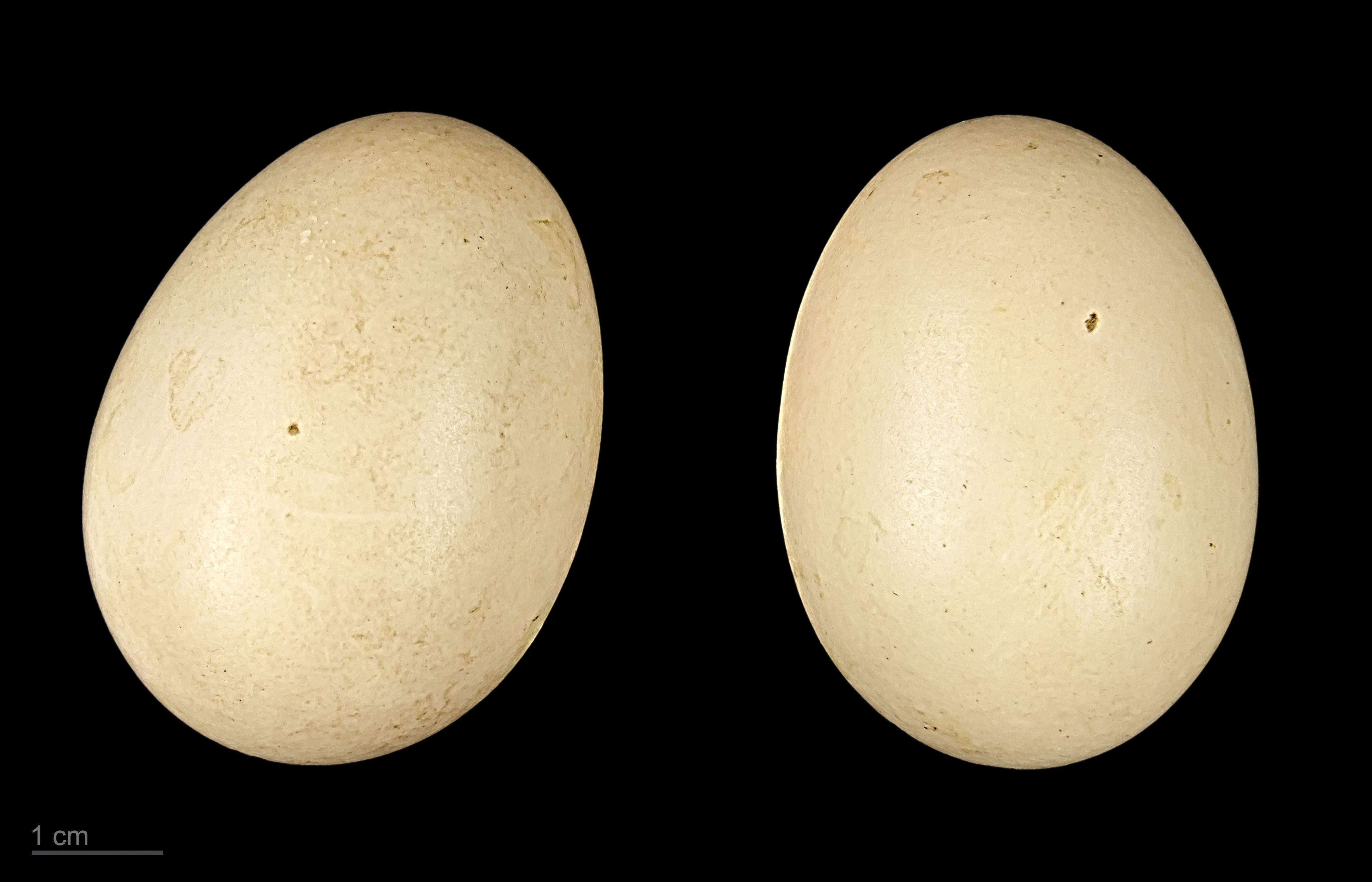
Anas versicolor

Mòng két bạc, tên khoa học Spatula versicolor, là một loài chim trong họ Vịt.

## Phân loài
- A. v. versicolor (Vieillot, 1816): Mòng két bạc phương Bắc
- A. v. fretensis (King, 1831)): Mòng két bạc phương Nam